# Paróquia São Francisco de Assis (Pará de Minas)
A Paróquia São Francisco de Assis é uma circunscrição eclesiástica católica brasileira sediada no município de Pará de Minas, no interior do estado de Minas Gerais. Faz parte da Diocese de Divinópolis, estando situada na Forania Nossa Senhora da Piedade.
Foi criada em 12 de dezembro de 1959, desmembrando-se da Paróquia Nossa Senhora da Piedade, que foi por cerca de 120 anos a única paróquia do município. Em 1986 e 2001, respectivamente, perdeu espaço para a criação das paróquias Nossa Senhora Auxiliadora e Nossa Senhora da Imaculada Conceição.